# SourceForge
A SourceForge egy web-alapú forráskód tár. A szoftver fejlesztők központosított webhelyeként működik, melyen keresztül a fejlesztők kontrollálni és menedzselni tudják a nyílt forráskódú szoftvereik fejlesztéseket. Ez volt az első weboldal, mely ingyen kínált szolgáltatásokat a nyílt forráskódú projektekhez.
A weboldal 2012 óta az Apache Allura rendszerére épül. 2018 szeptemberében több, mint 500 000 projektnek adott otthont és több millió regisztrált felhasználója volt, habár nem mind volt aktív. A sourceforge.net domain 2018 augusztusában legalább 33 millió látogatót vonzott.
A SourceForge szabad elérést biztosít a hosztoláshoz és fejlesztői eszközök eléréséhez szabad- és nyílt forráskódú szoftverek fejlesztői számára, olyan szolgáltatókkal támasztva versenyt, mint pl. RubyForge, Tigris.org, BountySource, Launchpad, BerliOS, JavaForge, GNU Savannah, GitHub és Gitorious.

## Főbb jellemzők
Projekt fejlesztők eléréssel rendelkeznek a központi tárolóhoz és projekt menedzsment eszközökhöz, habár ez leginkább a verziókezelő rendszer biztosítását jelenti, mint amilyen pl. a Cvs, Svn, Bazaar, Git vagy Mercurial. Főbb funkciói (többek közt): projekt wikik, méréseket és analízis támogató eszközök, MySQL adatbázis elérés és egyedi aldomain URLek (pl. http://project-name.sourceforge.net).
A SourceForge.net-en nagyszámú felhasználó (2009-es adat szerint 2 000 000) ad közre jelentős projekteket a fejlesztők számára, továbbá pozitív visszajelzési ciklust is indíthatnak. Egy projekt aktivitása minél inkább emelkedik a SourceForge.net a belső ragsoroló rendszer szerint, annál inkább látható lesz a többi fejlesztő számára, akik csatlakozhatnak és közreműködhetnek a projektben. Tény, hogy sok nyílt forráskódú projekt bukik meg a fejlesztői támogatás hiánya miatt, azonban ilyen nagyméretű közösségnek kitéve az egyes projektekbe bármikor lehet új lelket lehelni.

## Kitiltott országok és viták
A felhasználási feltételek között a SourceForge kihangsúlyozta, hogy a szolgáltatások nem elérhetők, azon országok felhasználói számára, melyek az Amerikai Egyesült Államok szankciós listáján szerepelnek (többek közt Kuba, Irán, Észak-Korea, Szudán és Szíria). 2008 óta a biztonságos szerver elérését (a webhelyen való közreműködéshez használatos) blokkolták ezen országokból érkezők számára. 2010. januári adat szerint minden elérést, beleértve a letöltést is blokkoltak ezen felhasználók számára. Ez gyakorlatilag azt jelenti, hogy megakadályozzák a webhely használatát minden olyan felhasználó számára, aki ezen országokhoz tartozó IP címmel rendelkezik.
Ezen megkötések erős kritikát kaptak, mondván, hogy rossz irányba viszik a szabad szoftver mozgalmat, a nyílt forráskódú mozgalmat és azt az elvet, hogy a szoftverkészítés elérhető legyen mindenki számára mindenféle diszkrimináció nélkül.

### Ideiglenes kitiltás Kínából
A SourceForge.net-et kitiltották Kínából 2002 környékén, amit később kitoltak 2003-ra.
2008-ban a SourceForge.net weboldalt újból kitiltották Kínából egy hónapra (2008. június 26. – 2008. július 24). Valószínűleg a "Boycott Beijing 2008" banner - amit a SourceForge.net Notepad++ honlapjára helyeztek ki, hogy rámutassanak az emberi jogi problémákra Kínában - eredményezte a kitiltást.

## Támadás a SourceForge.net ellen
A SourceForge több kritikus támadással nézett szembe az adatbázisát illetően. 2006-ban a támadók a SourceForge.net adatbázisát vették célba, és a legtöbb felhasználónak hogy továbbra is biztonságban maradjanak, jelszóváltoztatást tanácsoltak. 2007 decemberében SourceForge.net kis időre nem volt elérhető, köszönhetően egy másik támadásnak. Senki sem tudta pontosan mi történt, mivel nem maradtak rendelkezésre álló riportok kiesésről.
2011. január 27-én a SourceForge egy újabb ilyen jellegű próbálkozással nézett szembe. A támadás leginkább a fejlesztői infrastruktúra némely része ellen irányult, számos SourceForge.net szerver túlterhelését eredményezte. SourceForge azt nyilatkozta, hogy "A támadás számos SourceForge.net szerver túlterhelését okozta. Néhány fejlesztő központú szolgáltatást előre látva a további problémákat lelőttünk, azért hogy megóvjuk a szolgáltatásaink többségét."
SourceForge.net blogjában tett bejelentése szerint (SourceForge bejelentés), azonnali válaszként, olyan szolgáltatásokat lőttek le, mint pl. CVS hosztolás, ViewVC (webalapú kód böngésző), új kiadás felöltésének képessége, és az interaktív parancssor szolgáltatás. A cég hallgat a támadás típusáról és arról, hogy ez pontosan honnan történt.

## Az SCPP-per
A Société civile des Producteurs de Phonogrammes en France (SCPP) számos szervezet összefoglaló csoportosulása Franciaországban. 2008 novemberében az SCPP pert indított a Sourceforge.net ellen a Vuze, a LimeWire, és a Morpheus, valamint a P2P fájl-megosztó Shareaza alkalmazás hosztolása miatt, amely "elősegíti a tömeges jogsértést". A SourceForge-ot magát nem perelték be a jogvédett anyagok hosztolásáért, csak a Vuze hosztolásáért.

## Fordítás
Ez a szócikk részben vagy egészben  a   SourceForge című angol Wikipédia-szócikk ezen változatának fordításán alapul.  Az eredeti cikk szerkesztőit annak laptörténete sorolja fel. Ez a jelzés csupán a megfogalmazás eredetét és a szerzői jogokat jelzi, nem szolgál a cikkben szereplő információk forrásmegjelöléseként.